# Черёмушки (район Москвы)
Черёмушки — район в Москве, расположенный в Юго-Западном административном округе, а также одноимённое внутригородское муниципальное образование. Известен своими панельными домами — «хрущёвками», построенными в 1950-е и 1960-е годы, и в настоящее время заменяемыми в ходе проекта замены жилого фонда. Имеется ряд архитектурных достопримечательностей, парк.
Различают административный район Черёмушки и исторический район Черёмушки. Исторический район Черёмушки намного больше административного района Черёмушки, имеет богатую историю и располагается на территории нескольких административных районов. Условно историческими Черёмушками можно считать территорию, ограниченную Малым кольцом Московской железной дороги на севере, Ленинским проспектом на западе, Загородным шоссе и Севастопольским проспектом на востоке и улицей Обручева на юге.

## Территория и границы
Район расположен на юго-западе Москвы, в составе Юго-Западного административного округа.
Граница района проходит по осям улиц Обручева, Профсоюзной, Гарибальди и Архитектора Власова, а затем по Нахимовскому и Севастопольскому проспектам до улицы Обручева.
Муниципалитет граничит с районами Академический, Зюзино, Коньково, Котловка, Ломоносовский, Обручевский и Ясенево.
По данным на 2010 год, площадь района составляет 551,86 га.

## Население
| 2002     | 2010     | 2012     | 2013     | 2014     | 2015     | 2016     |
| -------- | -------- | -------- | -------- | -------- | -------- | -------- |
| 89 264   | ↗102 619 | ↗103 517 | ↗104 672 | ↗105 883 | ↗106 587 | ↗107 542 |
| 2017     | 2018     | 2019     | 2020     | 2021     | 2023     | 2024     |
| ↗107 685 | ↗109 547 | ↗110 753 | ↗110 948 | ↘107 303 | ↗107 799 | ↗107 951 |

Площадь жилого фонда — 1656,71 тыс. м² (2010 год).

### Национальный состав
По итогам переписи населения 2020 года проживали следующие национальности (национальности менее 0,1 % и другое, см. в сноске к строке «Другие»):
| Национальность | Численность, чел. | Доля     |
| -------------- | ----------------- | -------- |
| Русские        | 62 991            | 58,70 %  |
| Татары         | 478               | 0,45 %   |
| Армяне         | 426               | 0,40 %   |
| Украинцы       | 271               | 0,25 %   |
| Евреи          | 192               | 0,18 %   |
| Грузины        | 162               | 0,15 %   |
| Азербайджанцы  | 126               | 0,12 %   |
| Другие         | 42 657            | 39,75 %  |
| Итого          | 107 303           | 100,00 % |

## Герб и флаг

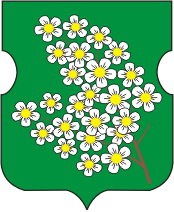
Герб района Черёмушки

Герб и флаг района утверждены и внесены в Геральдический реестр города Москвы с присвоением регистрационного номера 10 февраля 2004 года.
Герб района представляет собой зелёный щит московской формы, на котором изображена ветка черёмухи: на золотом стебле цветки с серебряными лепестками и золотыми сердцевинами. Черёмуха напоминает о названии района, зелёное поле символизирует историческое прошлое местности, наполненное растительностью и многочисленными дачами.

## Происхождение названия
Район получил название по бывшей одноимённой деревне, которая в свою очередь была так названа по существовавшему здесь когда-то глубокому оврагу с черёмухой и рекой Черёмхой, притоком Котловки. Однако, нужно учитывать, что впервые пустошь здесь была названа в челобитной Афанасия Осиповича Прончищева от 15 июня 1629 года как «в Чермневе стану пустошь Черемошье» (энциклопедия «История московских районов» неверно указывает, что название: «пустошь Черемошье, на Черемошском враге» зафиксировано в писцовой книге 1627 года).

## История исторического района Черёмушки

### XVI—XVIII века. Разделение на два села
Впервые название деревни упоминается в документации XVI столетия. На территории района располагается наибольшее скопление курганов племени вятичей. По писцовой книге 1627 года «пустошь Черемошье» не значилась. По сыску 1629 года обнаружился излишек земли у князя Богдана Фёдоровича Долгорукова (1600—1642), владельца села Шашебольцово (Шаболово), которое он получил в 1614 году — после смерти своего отца, боярина Фёдора Тимофеевича Долгорукова (1571—1612). Этот излишек велено было «отписать на Государя», но 30 сентября 1629 года А. О. Прончищев и дьяк Поместного приказа Венедикт Матвеевич Махов били челом о покупке ими этой пустоши пополам. В течение 1630—1631 годов они стали владельцами пустоши.
Часть, принадлежащая Махову, стала позднее селом Знаменское-Черёмушки, а часть Прончищева — селом Троицкое-Черёмушки.

#### Знаменское-Черёмушки
В 1634 году Венедикт Махов скончался и осенью 1635 года деревня Черемошье стала принадлежать думному дьяку Ф. Ф. Лихачеву. Его дочь, Прасковья Фёдоровна, в 1643 году была выдана замуж за князя Ивана Семёновича Прозоровского. В 1666 году по завещанию Лихачёва Черемошье перешло старшему внуку Петру Прозоровскому. Согласно описи 1678 года, во владении князя П. И. Прозоровского обозначено сельцо Черёмушки с усадьбой вотчинника-владельца и двумя дворами — дворовых людей и скотным. В 1720 году вместе с последней наследницей этой ветви рода Прозоровских — Анастасией Петровной, вышедшей замуж за князя Голицына, имение перешло во владение этой семьи. Позднее, в 1729 году, при разделе имущества сельцо получил князь Фёдор Иванович Голицын. После его смерти в 1759 году село, в очередной раз, меняет владельцев; после его сына Николая Фёдоровича Голицына село перешло в руки подпоручика Зиновьева, затем, в 1780 году, московскому фабриканту Василию Выродову. У него были планы по восстановлению села, но вскоре он разорился, и село было продано с торгов. В 1783 году новым его владельцем стал генерал-майор Сергей Александрович Меншиков — внук Александра Даниловича Меншикова.

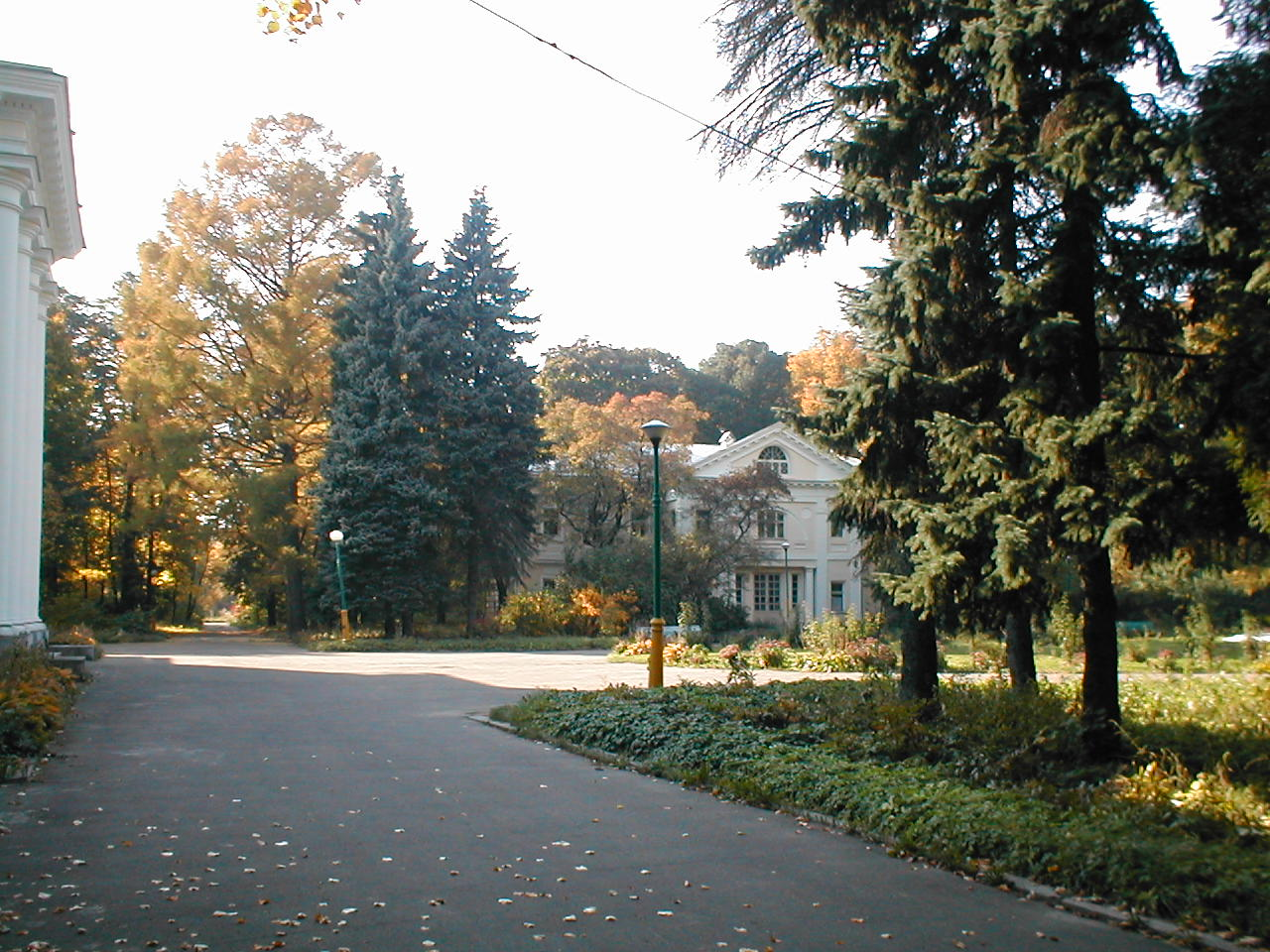
В усадьбе Черёмушки

Для обустройства села князь пригласил датского архитектора Ф.-К. Х. Вильстера, который с размахом построил здесь усадебный дворец в классическом стиле с колоннами и портиком, увенчанный куполом, имеющий служебные постройки. Каменный конный двор, построенный в классическом стиле, четырёхугольный в плане, имел въездные башни с ярусными крышами стиля шинуазри. На месте прежнего сада был разбит огромный пейзажный парк — с извилистыми аллеями, искусственными полянами, насыпными горками, беседками, увеселительными павильонами. Длинная, почти километровая аллея, называвшаяся «прешпектом», представляла собой парадный въезд в усадьбу со стороны Москвы.

#### Троицкое-Черёмушки
В 1630 году северную половину пустоши Черемошье купил Афанасий Осипович Прончищев. Его правнучка, Анна Михайловна вышла замуж за Александра Тимофеевича Ржевского, и ей в приданое досталась пустошь, в которой молодые и решили обосноваться. Здесь была построена усадьба, изначально состоявшая из двух деревянных домов и кирпичной церкви Троицы, освящённой в 1732 году.
В 1742 году имение перешло к дочери Ржевских — Анне Александровне, бывшей замужем за князем Иваном Михайловичем Одоевским. Его сын, Пётр Иванович, продал усадьбу Марии Ионичне Головиной, супруге адмирала А. И. Головина.
До 1805 года владельцем был камергер князь А. Н. Голицын, затем — Фёдор Анастасович Ардалионов, дочь которого, Елена, поселилась в имении в 1809 году, выйдя замуж за секретаря Правительствующего Сената Николая Петровича Андреева. У супругов Андреевых было много детей и с тех пор, вплоть до национализации в 1917 году, село Троицкое принадлежало дворянам Андреевым, по которым она и получила название «Троицкое-Андреево»

### XIX—XX века
В начале XIX века усадьба Черёмушки стала одной из самых интересных и богатых подмосковных усадеб — истинным памятником архитектуры и культуры своего времени. Владея имением практически ¾ XIX века, род Меншиковых довёл усадьбу до великолепного состояния. После смерти Сергея Александровича в 1815 году имение перешло его сыну Николаю Сергеевичу Меншикову.
В 1870 году усадьбу приобрёл известный заводчик, фабрикант Василий Иванович Якунчиков, принадлежавший в тому же слою образованного купечества и буржуазии, из которого вышли Мамонтовы, Третьяковы и Морозовы. Семья Якунчиковых жертвовала деньги на постройку Московской консерватории, у них гостили композиторы Александр Николаевич Скрябин, Антон Григорьевич Рубинштейн. Их дочь, Мария Васильевна Якунчикова, впоследствии стала известной художницей и запечатлела виды Черёмушек на ряде своих полотен.
Пришедшую в запустение усадьбу новые хозяева привели в тот же порядок, какой наблюдался при Меншикове; в 1890-е годах главный усадебный дом подвергся реконструкции известным архитектором Иваном Владиславовичем Жолтовским.
После революции в усадьбе был устроен дом отдыха, а после Великой Отечественной войны в усадьбе разместился Институт теоретической и экспериментальной физики.

### Новая история
4 декабря 1938 года из села Черёмушки был образован рабочий посёлок Черёмушки.
С 1937 года по 1941 год в Черёмушках размещался Московский зооветеринарный институт, который являлся вузом Наркомзема СССР и имел почтовый адрес: город Москва, Черёмушки, хотя формально в то время Черёмушки ещё не входили в состав Москвы.
14 марта 1958 года рабочий посёлок был включён в городскую черту Москвы и стал одним из основных районов массового жилищного строительства на юго-западе столицы. Здесь появились первые «хрущёвки». Улицы в Черёмушках обычно назывались Черёмушкинскими и носили номера, позднее были переименованы. Появляется понятие «Новые Черёмушки», территория Черёмушек расширяется, на обширной территории появляются всё новые кварталы Новых Черёмушек. Вообще Черёмушками в классическом понимании является район нынешней станции метро «Академическая», однако постепенно понятие «Черёмушки» стало смещаться на юг, в то время как жители переименованных Черёмушкинских улиц, построенных на месте бывшей деревни Черёмушки, стали забывать, что живут в Черёмушках.

Территория района входила в состав Октябрьского района, затем, с 1968 года и до реорганизации административного устройства Москвы 1991 года — в состав Черёмушкинского (в 1983—1988 годах — Брежневского) и Севастопольского районов.

## Гербовая эмблема
В зелёном щите московской формы ветка цветов черёмухи — лепестки серебряные, сердцевины золотые и стебель натурального цвета. На зелёной ленте золотыми буквами надпись «Черёмушки». Зелёное поле щита и зелёная девизная лента обозначают, что большая часть территории данного района представляет собой зелёный массив.
Ветка черёмухи обозначает, что ранее в этой местности были густые заросли черёмухи.

## Парки, скверы и общественные пространства

#### Парк 70-летия Победы
Парк обустроен по просьбе местных жителей и ветеранов и по распоряжению мэра столицы в 2015 году в пойме реки Котловки. Его общая площадь составила порядка 13 га. На территории расположено три аллеи: с именными посадками и с панорамными событиями Великой Отечественной войны, а также есть аллея «Города-герои» с информационными стендами о 12 городах-героях и Брестской крепости. В парке оборудованы велодорожки. Кроме того, здесь есть «Зал славы», амфитеатр и целая зона для активного отдыха с площадками для настольных игр и фигурного катания, со скейтпарком, а также тремя детскими и одной спортивной площадками. На территории также оборудованы трибуны и яблоневый сад. В 2019 году в рамках программы мэра Москвы «Мой район» в парке открыли пешеходную зону с сухим фонтаном и площадками для отдыха. Более 60 струй фонтана вечером украшает цветная подсветка. В парке есть песчаная детская площадка с многоуровневой горкой на холме. По направлению к Перекопской улице также расположена площадка для выгула собак.

#### Сквер гвардии полковника Ф. Г. Ерастова
Парк заложен в 1971 году ветеранами 2-го Гвардейского Николаевско-Будапештского Краснознаменного ордена Суворова 2-й степени механизированного корпуса. Современное название сквер получил в 2014 году в честь гвардии полковника Федора Григорьевича Ерастова. В составе этого корпуса он прошёл всю войну: участвовал в битвах за Москву и Сталинград, освобождал Прагу и был награждён семью орденами и 27 медалями. На территории сквера установлен закладной камень со словами благодарности гвардейцам, а также дивизионная пушка ЗИС-3. На территории сквера есть зона тихого отдыха с фонтаном, а также детская площадка и зона для игры в футбол и волейбол. Сквер находится недалеко от метро «Новые Черемушки».

#### Народный парк с пешеходной зоной в микрорайоне Царское Село
Парк в квартале 29-30 был комплексно благоустроен по программе мэра Москвы «Мой район» в 2019 году. Общая площадь благоустройства составила 4,2 га. Здесь обустроены зоны тихого отдыха и спортивные площадки с тренажерами для воркаута, футбольное поле и площадка для игры в баскетбол.

## Транспорт

### Метро
На территории и на границе района расположены станции метро  Профсоюзная,  Новые Черёмушки,  Калужская,
 Зюзино.

### Автобусы
| 1:   | Ломоносовский проспект • Университет • Новаторская (→) • Новые Черёмушки • Калужская • Севастопольский проспект                                                           |
| 103: | 23-й квартал Новых Черёмушек • Новые Черёмушки • Университет • Ломоносовский проспект • Минская • Славянский бульвар • Аминьевская • Яблоневый сад                        |
| 113: | Ломоносовский проспект • Университет • Новаторская (→) • Новые Черёмушки • Профсоюзная                                                                                    |
| 121: | 23-й квартал Новых Черёмушек • Профсоюзная • Академическая • Крымская (→) • Тульская • Даниловский рынок                                                                  |
| 130: | Парк «Фили» • Филёвский парк • Минская • Ломоносовский проспект • Университет • Профсоюзная • 23-й квартал Новых Черёмушек                                                |
| 153: | Новые Черёмушки • Профсоюзная • Новаторская • Проспект Вернадского |
| 196: | Тропарёво • Юго-Западная • Университет дружбы народов • Коньково • Беляево • Калужская • Новые Черёмушки • Профсоюзная • Академическая • Ленинский проспект • Октябрьская |
| 224: | Большая Юшуньская улица • Каховская • Калужская • Проспект Вернадского • Улица Марии Ульяновой                                                                            |
| 226: | Калужская • Университет дружбы народов • Юго-Западная • Озёрная • Очаково                                                                                                 |
| 246: | 23-й квартал Новых Черёмушек • Новые Черёмушки • Калужская |
| 273: | Большая Юшуньская улица • Каховская • Беляево • Университет дружбы народов (→) • Научный центр акушерства и гинекологии                                                   |
| 616: | Новые Черёмушки • Новаторская • Проспект Вернадского |
| 642: | Калужская • Ясенево • Тютчевская • Тропарёво • Юго-Западная |
| 648: | Новые Черёмушки • Зюзино • Ясенево |
| 699: | Завод спецсплавов • Калужская • Беляево • Коньково • Университет дружбы народов • Юго-Западная • Озёрная • Очаково                                                        |
| 816: | Калужская • Беляево • Университет дружбы народов • Тропарёво • Кардиоцентр                                                                                                |
| 845: | Новые Черёмушки • Университет • Ломоносовский проспект • Раменки |

«→» — остановки проходятся только при движении в прямом направлении; «←» — остановки проходятся только при движении в обратном направлении.
| 915:  | Калужская • Новые Черёмушки • Профсоюзная • Академическая • Крымская                                                  |
| 926:  | Большая Юшуньская улица • Каховская • Зюзино • Нагорная                                                               |
| 938:  | Чертаново Южное • Пражская • Южная • Чертановская • Калужская                                                         |
| 944:  | Профсоюзная • Верхние Котлы • Автозаводская • Автозаводская • Кожуховская                                             |
| 968:  | Профсоюзная • Севастопольская • Чертановская (→) • Северное Чертаново                                                 |
| 993:  | Большая Юшуньская улица • Каховская • Новые Черёмушки                                                                 |
| м84:  | Калужская • Чертановская • Кантемировская • Москворечье • Сабурово                                                    |
| е29:  | Каширская • Нахимовский проспект • Профсоюзная • Университет • Ломоносовский проспект • Минская • Филёвский парк      |
| м19:  | Якорная улица • Коломенская • Нахимовский проспект • Профсоюзная • Университет • Ломоносовский проспект               |
| м90:  | Беляево • Зюзино • Крымская • Тульская • Добрынинская • Новокузнецкая (→) • Третьяковская (←) • Китай-город • Лубянка |
| с5:   | Нагорный бульвар • Академическая • Зюзино • Новые Черёмушки • Черёмушкинский рынок                                    |
| с163: | Варшавская • Чертановская • Калужская • Новаторская • Проспект Вернадского                                            |
| с977: | Битцевская аллея • Чертановская • Каховская • Зюзино • Ясенево                                                        |
| т52:  | Москворецкий рынок • Нахимовский проспект • Профсоюзная                                                               |
| т60:  | Варшавская • Каховская • Зюзино • Новые Черёмушки                                                                     |
| т72:  | Варшавская • Каховская • Зюзино • Калужская • Беляево • Коньково • Тёплый Стан • Проезд Карамзина                     |
| т85:  | Проезд Карамзина • Ясенево • Зюзино • Профсоюзная                                                                     |

«→» — остановки проходятся только при движении в прямом направлении; «←» — остановки проходятся только при движении в обратном направлении.

## Экология
Экологическая обстановка в районе оценивается как сложная ввиду загрязнённости бытовыми отходами, интенсивными транспортными потоками, однако с большим количеством зелени.

## Инфраструктура
В районе работает 10 общеобразовательных школ, 4 школы-интерната, армянская школа (№ 1110), 5 негосударственных гимназий («Газпром», «Развитие», «Доверие», «Британская» и «Ника»), 3 учреждения дополнительного образования («Юность», «Лидер», «Юниум») и Центр досуга «Хорошее настроение». Также в районе имеются Педагогический колледж № 4, музыкальная и 2 спортивные школы.

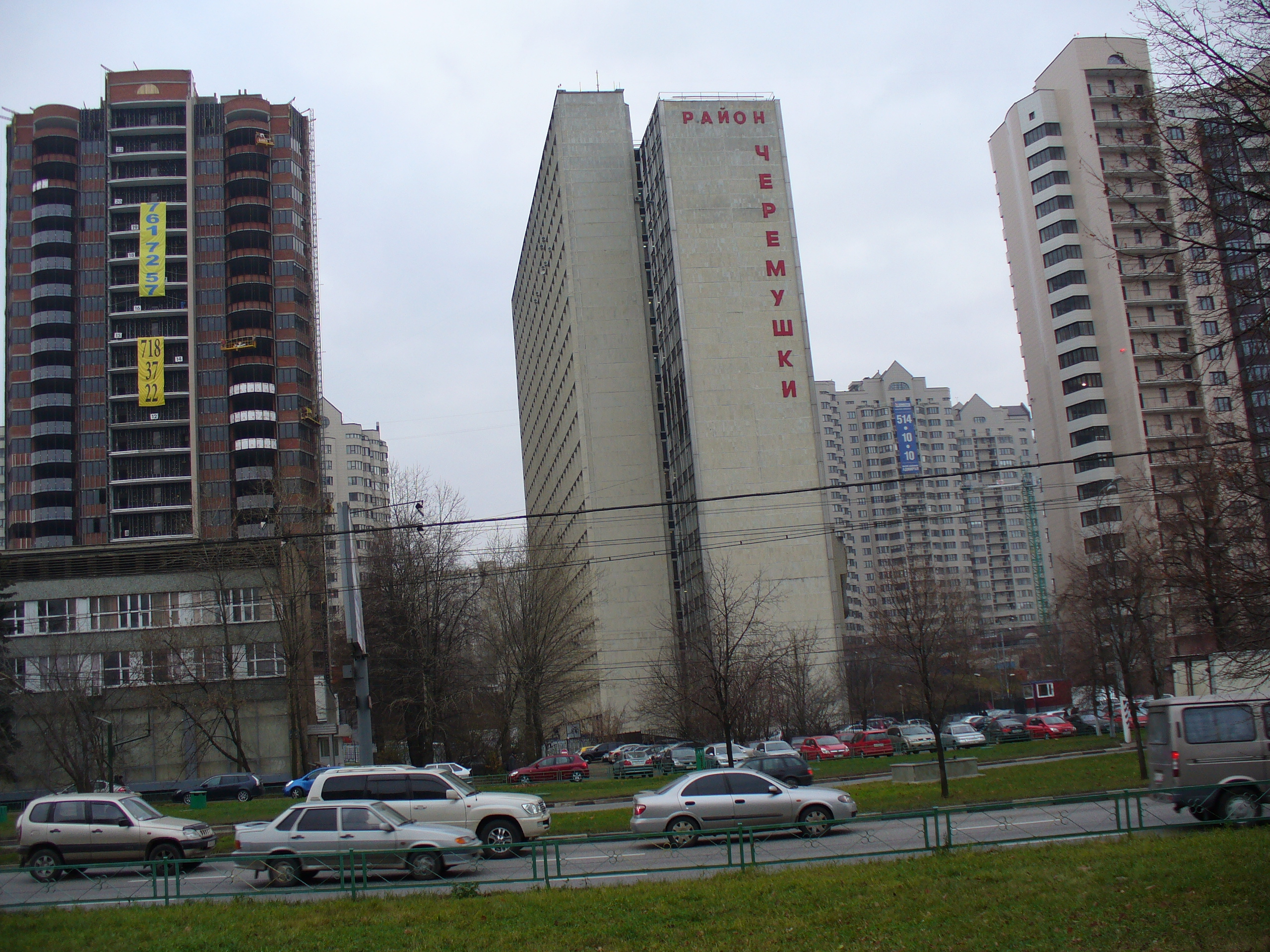
Надпись на доме на Нахимовском проспекте

На территории района Черёмушки население обслуживают — 1 взрослая и 2 детские поликлиники, в одной из которых (первый филиал ДГП № 69) можно оформить и получить полис обязательного медицинского страхования единого образца, в том числе и в виде пластиковой карты. Более 10 аптек, работает Центр планирования семьи и репродукции, 49 предприятий бытового обслуживания, 21 предприятие общественного питания и 67 предприятий торговли. В районе Черёмушки находится 2 библиотеки, кинотеатр «Тбилиси» (в данный момент вместо кинотеатра стоит районный ТЦ), девятизальный кинотеатр «Синема-Парк Калужский», пятизальный кинотеатр «Формула Кино Витязь», Российский национальный оркестр под руководством Михаила Плетнёва и дирижёрской коллегии, театр «Бенефис» и культурный Центр «Меридиан», где проводятся концерты, праздничные выступления, встречи с жителями района и другие мероприятия.
В районе работает 14 дошкольных образовательных учреждений, Центр реабилитации детей и подростков и стационарное отделение медико-социальной адаптации детей и подростков при ПНД № 12 «Дорога к дому».

## Черёмушки в искусстве
- В 1958 году Дмитрием Шостаковичем была написана оперетта «Москва, Черёмушки»[30], по которой в 1962 году был снят художественный фильм «Черёмушки».
- Район упоминается в начале фильма «Ирония судьбы, или С легким паром».
- Район также упоминается в песне «Трамвай „пятёрочка“» группы «Любэ».
- Район упоминается в песне "Он меня любил, любила я его" Михаила Елизарова